# Lagothrix lagotricha tschudii
Lagothrix lagotricha tschudii is een zoogdier uit de familie van de grijpstaartapen (Atelidae). De wetenschappelijke naam van de ondersoort werd voor het eerst geldig gepubliceerd door Jacques Pucheran in 1857.

## Voorkomen
De ondersoort komt alleen voor het zuiden van Peru en het noordwesten van Bolivia.